# 劉光先
劉光先（？年—？年），字鳴善，江西吉安府永豐縣人，儒籍，治《春秋》，年歲中式洪武四年辛亥科第三甲第十九名進士。中式舉人，會試中式第一百十三名。授東昌府堂邑縣丞。